# Тичано (Напуљ)
Тичано је насеље у Италији у округу Напуљ, региону Кампанија.
Према процени из 2011. у насељу је живело 617 становника. Насеље се налази на надморској висини од 496 м.